# Victor Magniez
Pour les articles homonymes, voir Magniez.
Victor Magniez, né le 9 septembre 1835 à Ytres (Somme) et mort le 6 avril 1890 à Péronne (Somme), est un homme politique français.

## Biographie
Arrière-petit-fils d'Antoine Magniez, conventionnel, fils d’Émile Magniez, député en 1848. Il est le père d’Émile Magniez, député de la Somme de 1910 à 1919.
Il débute en politique en étant maire d'Ytres, conseiller d'arrondissement, puis conseiller général du canton de Combles en 1864.
Il est élu, le 8 février 1871, représentant de la Somme à l'Assemblée nationale. Il si!ge au centre gauche et soutient la politique de Thiers. Battu aux sénatoriales de 1876, il est élu député un mois plus tard. Il est l'un des 363 députés qui refusent la confiance au gouvernement de Broglie le 16 mai 1877. Il est réélu en 1877 et 1881.
Il est sénateur de la Somme de 1882 à 1890.

## Sources
- « Victor Magniez », dans Adolphe Robert et Gaston Cougny, Dictionnaire des parlementaires français, Edgar Bourloton, 1889-1891 [détail de l’édition]